# CV-400
La CV-400 és una carretera autonòmica del País Valencià que comunica València amb les poblacions de l'Horta Sud com Benetússer, Paiporta, Massanassa, Catarroja i Albal; finalitzant amb l'enllaç a la CV-33.

## Nomenclatura

Indicador

La CV-400 és una carretera secundària que pertany a la Xarxa de carreteres del País Valencià, connecta les poblacions de la comarca de l'Horta Sud amb la ciutat de València i l'autovia CV-33.

## Història
Es tracta d'un vial de nova construcció per al desdoblament de l'antiga Carretera Reial de Madrid que discorre a poc més de 500 metres a l'est, creuant el barri de la Torre i els nuclis de població de l'Horta Sud.

## Traçat actual
La CV-400, també coneguda com a Avinguda del Sud, és una autovia urbana en tot el seu trajecte i es caracteritza per les rotondes que serveixen d'enllaç amb altres carreteres tenint també en algun trajecte carril bici. Inicia el seu recorregut a València en el Carrer de Sant Vicent dirigint-se cap al sud, prompte enllaça amb la V-30 amb accés en direcció tant cap a Barcelona-Madrid com cap a Alacant-Port i continua el seu recorregut vorejant el barri valencià de la Torre. A continuació enllaça en rotonda amb la CV-407 que uneix Picanya i Paiporta amb Benetússer i Sedaví. Voreja Benetússer, El Barri Orba (Alfafar), Massanassa, Catarroja i Albal, finalitza el seu recorregut en l'enllaç amb la CV-33 o Distribuïdor Comarcal Sud que uneix Albal i Torrent.

## Recorregut
| Velocitat       | Sentit Albal (descendent)               | Esquema                              | Sentit València (ascendent)             | Elements |
| --------------- | --------------------------------------- | ------------------------------------ | --------------------------------------- | -------- |
| Limitació a 50  | C/Sant Vicent Màrtir Inici de la CV-400 | Final d'autovia                      | Final de la CV-400 C/Sant Vicent Màrtir |          |
| Limitació a 100 | V-30 Madrid Barcelona                   | Intercanviador                       | V-30 Alacant Albacete El Saler          |          |
| Limitació a 40  | CV-407 Paiporta Torrent                 | Trencall                             | CV-407 Alfafar Benetússer               |          |
| Limitació a 40  | CV-406 Paiporta                         | Trencall                             | CV-406 Benetússer                       |          |
| Limitació a 40  | Camí                                    | Trencall                             | Benetússer Alfafar                      |          |
| Limitació a 40  | Camí                                    | Trencall                             | Massanassa                              |          |
| Limitació a 40  | Camí                                    | Trencall                             | Catarroja Ronda Nord                    |          |
| Limitació a 40  | Camí                                    | Trencall                             | Catarroja centre                        |          |
| Limitació a 40  |                                         | Trencall                             | Albal Catarroja                         |          |
| Limitació a 40  | Final de la CV-400 CV-33                | Final d'autovia i enllaç amb autovia | CV-33 Inici de la CV-400                |          |

## Futur de la CV-400
Existeix la intenció de transformar aquesta via en un nou accés a València des de l'A-7. Aquest accés començaria en la mateixa A-7 (entre Alcàsser i Silla) evitant la corba actual i traçant una línia recta cap al nord, connectant amb la CV-33, circumval·lant la localitat d'Albal per a finalment trobar l'actual CV-400, que seria convenientment adaptada eliminant algunes rotondes per a donar fluïdesa al trànsit. El projecte no obstant això està en fase d'estudi preliminar, i està vinculat a la construcció d'altres infraestructures, com la línia T-8 de MetroValencia.